# John Francis Daley
John Francis Daley (Wheeling, 20 luglio 1985) è un attore, sceneggiatore e regista statunitense.
È noto per aver interpretato la matricola del liceo Sam Weir nella commedia drammatica della NBC Freaks and Geeks e il profiler criminale dell'FBI Dr. Lance Sweets nella serie poliziesca Bones, per la quale è stato nominato per un 2014 PRISM Award. Suona la tastiera e canta per la band Dayplayer.
Nel cinema, Daley è noto per il suo lavoro di collaborazione con Jonathan Goldstein come duo di registi. La coppia ha lavorato insieme a vari progetti: co-sceneggiatori di Come ammazzare il capo... e vivere felici (2011), co-sceneggiatori di The Incredible Burt Wonderstone (2013), co-sceneggiatori di Come ammazzare il capo 2 (2014) e co-sceneggiatori/co-registi del quinto film della serie National Lampoon's Vacation, Come ti rovino le vacanze (2015). Il duo ha fatto anche da co-sceneggiatori per Spider-Man: Homecoming (2017) con Jon Watts, Christopher Ford, Chris McKenna ed Erik Sommers, e hanno co-diretto la commedia del 2018 Game Night - Indovina chi muore stasera?.

## Biografia

### Primi anni
Daley è nato nel sobborgo di Chicago di Wheeling, Illinois da R.F. Daley, un attore, e Nancy Daley, un'insegnante di pianoforte. Suo padre è di origine cattolica irlandese, mentre sua madre è ebrea. È cresciuto a Nyack, New York, dove ha interpretato Danny nella produzione di Grease della Nyack Middle School.

### Carriera
Daley ha iniziato a recitare quando è stato scelto per il ruolo di "Young Tommy" negli Stati Uniti e nei tour internazionali del successo di Broadway The Who's Tommy. Ha interpretato Sam Weir, protagonista di "Geeks", nella serie televisiva Freaks and Geeks, e da allora ha lavorato ininterrottamente in televisione, incluse in serie come Geena Davis Show, Boston Public, Regular Joe, Kitchen Confidential, Giudice Amy e Spin City. Era al 94º posto nella classifica "100 Greatest Teen Stars" di VH1.
Nel 2001, ha co-diretto un cortometraggio intitolato What Babies Do. Ha anche scritto ed interpretato il cortometraggio comico Friday Night. Nel 2005 è apparso nel film Waiting... e nella sitcom della Fox Kitchen Confidential. Nel 2007, Daley si è unito al cast della serie drammatica della Fox Bones, interpretando lo psicologo Lance Sweets. Ha co-sceneggiato l'episodio della sesta stagione "La verità nel mito" con il suo partner di sceneggiatura Jonathan Goldstein. Sweets è stato infine ucciso nella première della stagione 10; il produttore esecutivo di Bones Stephen Nathan ha detto che Sweets è stato ucciso perché Daley voleva del tempo libero per dirigere un film, ed era preoccupato che l'assenza di Daley sarebbe stata troppo lunga, soprattutto se il lavoro di regista avesse portato ad altri lavori.
Daley è apparso anche nel video musicale di "Mercy Kiss" degli Abandoned Pools.
Nel 2011, Daley e il suo partner di sceneggiatura Jonathan M. Goldstein hanno scritto la commedia nera Come ammazzare il capo... e vivere felici. Nel 2013, Daley ha scritto insieme a Goldstein The Incredible Burt Wonderstone; Daley ha fatto anche un cameo nel film come paramedico. Nel 2013, i due sono stati assunti per scrivere Call of the Wild per la DreamWorks Studios. Daley ha interpretato Ben House in Rapture-Palooza ed ha continuato a scrivere la storia per il sequel di Come ammazzare il capo... e vivere felici.
Daley e Goldstein hanno co-scritto e co-diretto il film del 2015 Come ti rovino le vacanze, l'ultimo film della serie National Lampoon's Vacation, interpretato da Ed Helms e Christina Applegate.
Daley e Goldstein hanno scritto la sceneggiatura per il film del 2017 Spider-Man: Homecoming insieme ad altri quattro sceneggiatori, ed sono stati entrambi considerati per dirigere il film prima che Jon Watts fosse assunto.
Daley e Goldstein hanno diretto nel 2018 la commedia nera del 2018 Game Night - Indovina chi muore stasera?, basata su una sceneggiatura di Mark Perez. Il film, interpretato da Jason Bateman e Rachel McAdams, "ha guadagnato una serie di recensioni entusiastiche per la sua sceneggiatura intelligente, per le sue performance energiche e per aver deliberatamente evitato gli onnipresenti tropi della commedia moderna", e ha incassato 117 milioni di dollari al botteghino mondiale, contro 37 dollari. milioni di budget. Anche se Daley e Goldstein non hanno ricevuto il riconoscimento dello sceneggiatore, in seguito hanno affermato di aver riscritto "quasi tutti i dialoghi della sceneggiatura originale, rivisto totalmente i personaggi — in particolare un poliziotto inquietante interpretato da Jesse Plemons — e rielaborato in modo completo il terzo atto della sceneggiatura originale."
Nel 2018, è stato annunciato che il duo era stato pensato per dirigere un adattamento cinematografico di Flashpoint della DC Comics per il loro for their Universo Espanso, ma è stato annunciato nel mese di luglio che hanno abbandonato il progetto.
Nel luglio 2019, è stato annunciato che Goldstein e Daley stavano avviando i primi negoziati per dirigere il reboot di Dungeons & Dragons (2023). Nel gennaio 2020, è stato annunciato che, oltre a dirigere il film, Goldstein e Daley stavano anche scrivendo una nuova bozza della sceneggiatura.

## Riconoscimenti
- 2000 – Young Artist Award
  - Nomination Best Performance in a TV Series – Young Ensemble per Freaks and Geeks (con James Franco, Sarah Hagan, Jarrett Lennon, Samm Levine, Seth Rogen, Jason Segel e Martin Starr)
- 2000 – YoungStar Awards
  - Nomination Best Young Actor/Performance in a Comedy TV Series per Freaks and Geeks
  - Nomination Best Young Ensemble Cast – Television per Freaks and Geeks (con Samm Levine, Martin Starr, Natasha Melnick e Sarah Hagan)
- 2001 – Young Artist Award
  - Nomination Best Performance in a TV Comedy Series – Supporting Young Actor per Geena Davis Show
- 2014 – BAFTA Awards
  - Nomination BAFTA Kids Vote – Feature Film per Piovono polpette 2 - La rivincita degli avanzi (con Cody Cameron, Kris Pearn, Pam Marsden, Kirk Bodyfelt, Jonathan Goldstein e Erica Rivinoja)
- 2014 – Prism Awards
  - Nomination Performance in a Drama Series Episode per Bones
- 2015 – People's Choice Awards
  - Nomination Personaggio preferito maggiormente rimpianto per Bones
- 2018 – Georgia Film Critics Association
  - Nomination Oglethorpe Award for Excellence in Georgia Cinema per Spider-Man: Homecoming (con Jon Watts, Christopher Ford, Jonathan Goldstein, Chris McKenna e Erik Sommers)
- 2018 – IGN Summer Movie Awards
  - Nomination Miglior regista per Game Night - Indovina chi muore stasera? (con Jonathan Goldstein)
- 2019 – Georgia Film Critics Association
  - Nomination Oglethorpe Award for Excellence in Georgia Cinema per Game Night - Indovina chi muore stasera? (con Jonathan Goldstein e Mark Perez)

## Filmografia

### Attore

#### Cinema
- Allerd Fishbein's in Love, regia di Danny Greenfield – cortometraggio (2000)
- Una hostess tra le nuvole (View from the Top), regia di Bruno Barreto (2003)
- Waiting..., regia di Rob McKittrick (2005)
- Burying the Ex, regia di Alan Trezza – cortometraggio (2008)
- Come ammazzare il capo... e vivere felici (Horrible Bosses), regia di Seth Gordon (2011)
- L'incredibile Burt Wonderstone (The Incredible Burt Wonderstone), regia di Don Scardino (2013)
- Rapture-Palooza, regia di Paul Middleditch (2013)
- Dude Bro Party Massacre III, regia di Tomm Jacobsen, Michael Rousselet e Jon Salmon (2015)
- Come ti rovino le vacanze (Vacation), regia di John Francis Daley e Jonathan Goldstein (2015)
- Game Night - Indovina chi muore stasera? (Game Night), regia di John Francis Daley e Jonathan Goldstein (2018)
- '77, regia di Patrick Read Johnson (2021)

#### Televisione
- Freaks and Geeks – serie TV, 18 episodi (1999-2000)
- Boston Public – serie TV, 5 episodi (2000-2001)
- Geena Davis Show (The Geena Davis Show) – serie TV, 22 episodi (2000-2001)
- The Ellen Show – serie TV, 1 episodio (2001)
- The Kennedys, regia di Andrew D. Weyman – film TV (2001)
- Spin City – serie TV, 1 episodio (2002)
- Regular Joe – serie TV, 5 episodi (2003)
- Giudice Amy (Judging Amy) – serie TV, 1 episodio (2004)
- Una pupa in libreria (Stacked) – serie TV, 1 episodio (2006)
- Kitchen Confidential – serie TV, 13 episodi (2005-2006)
- Clark and Michael – serie TV, 1 episodio (2007)
- The Call, regia di Michael Spiller – film TV (2007)
- Yo Gabba Gabba! – serie TV, 1 episodio (2010)
- Il risolutore (The Finder) – serie TV, 1 episodio (2012)
- 5-Second Films – serie TV, 2 episodi (2013)
- Bones – serie TV, 140 episodi (2007-2014)
- Fresh Off the Boat – serie TV, 1 episodio (2016)
- Bottom's Butte – cortometraggio TV (2016)
- Drunk History – serie TV, 1 episodio (2019)

### Sceneggiatore
- Bones – serie TV, 1 episodio (2011)
- Come ammazzare il capo... e vivere felici (Horrible Bosses), regia di Seth Gordon (2011)
- Audio Tour, regia di John Francis Daley e Jonathan Goldstein – cortometraggio (2011)
- L'incredibile Burt Wonderstone (The Incredible Burt Wonderstone), regia di Don Scardino (2013)
- Piovono polpette 2 - La rivincita degli avanzi (Cloudy with a Chance of Meatballs 2), regia di Cody Cameron e Kris Pearn (2013)
- Come ammazzare il capo 2 (Horrible Bosses 2), regia di Sean Anders (2014)
- Come ti rovino le vacanze (Vacation), regia di John Francis Daley e Jonathan Goldstein (2015)
- Spider-Man: Homecoming, regia di Jon Watts (2017)
- Dungeons & Dragons - L'onore dei ladri (Dungeons & Dragons: Honor Among Thieves), regia di Jonathan Goldstein e John Francis Daley (2023)
- The Flash, regia di Andy Muschietti (2023) - soggetto

### Regista
- What Babies Do – cortometraggio (2001)
- Audio Tour, regia di John Francis Daley e Jonathan Goldstein – cortometraggio (2011)
- Come ti rovino le vacanze (Vacation), regia di John Francis Daley e Jonathan Goldstein (2015)
- Game Night - Indovina chi muore stasera? (Game Night), regia di John Francis Daley e Jonathan Goldstein (2018)
- In the Dark – serie TV, 1 episodio (2020)
- Dungeons & Dragons - L'onore dei ladri (Dungeons & Dragons: Honor Among Thieves), regia di Jonathan Goldstein e John Francis Daley (2023)

### Produttore
- Stuber - Autista d'assalto (Stuber), regia di Michael Dowse (2019)